# Ellsworth (Illinois)
Ellsworth – wieś w Stanach Zjednoczonych, w stanie Illinois, w hrabstwie McLean.